# 约翰·汉考克
约翰·汉考克（英語：John Hancock，1737年1月23日—1793年10月8日），美国商人、革命家、政治家，美國開國元老之一。他曾于1775年至1777年任大陆会议主席，并于1780年至1785年和1787至1793年两度担任马萨诸塞州州长。由于他在《美国独立宣言》上華麗的签名，在美国「John Hancock」遂为亲笔签名的代名词。
在美国革命之前，汉考克从他叔叔那里继承了一家利润丰厚的商业公司，是北美十三州最富有的人之一。他的政治生涯从波士顿知名政治家塞缪尔·亚当斯的门生起步，但后来两人渐渐疏远。18世纪60年代，随着北美殖民地和英国之间的关系日趋紧张，汉考克开始利用他的财富支持殖民地独立事业。1768年，英国官员扣押了他的单桅纵帆船“自由”号并指控他参与走私之后，他在马萨诸塞反而更受欢迎。英国对他的指控最终被撤销。在历史记载中，他经常被描述为一个走私者，但这种描述的准确性一直受到质疑。
汉考克是美国独立战争时期波士顿的领导人之一。他在费城的大陆会议上任职两年多，并以会议主席的身份第一个签署《美国独立宣言》。此后，他回到家乡马萨诸塞州，并被选为首任州长，在余生的大部分时间里担任这一职务。他运用他的影响力，确保马萨诸塞州于1788年批准《美国宪法》。

## 早年生活

约翰·汉考克的盾形纹章

1737年1月23日（儒略历1月12日），约翰·汉考克出生于马萨诸塞湾省的布伦特里。他的父亲小约翰·汉考克是一名上校，母亲玛丽·霍克·塔克斯特（Mary Hawke Thaxter）来自附近的欣厄姆，是塞缪尔·塔克斯特的遗孀。孩提时代，他就结识了当时同样年幼的约翰·亚当斯。汉考克一家过着舒适的生活，并有一名奴隶帮他们打理家务。
1744年，汉考克的父亲去世后，他被送到了他的叔叔托马斯·汉考克和婶婶莉迪亚·汉考克那里。托马斯是汉考克家族公司的老板，当时该公司的主要业务是从英国进口工业制成品，并出口朗姆酒、鲸油和鱼。托马斯的生意极其成功，使得他成为波士顿最富有、最著名的居民之一。托马斯夫妇和他们的仆人和奴隶一起居住在灯塔山的汉考克庄园，他们对约翰的生活产生了重要影响。
1750年，汉考克从波士顿拉丁学校毕业，进入哈佛学院学习，并于1754年获得学士学位。毕业后，他进入汉考克家族公司工作。此时正值英法北美战争爆发，托马斯与马萨诸塞湾省总督关系密切，并在战争期间获得了利润丰厚的政府合同。在这段时间，汉考克学到了很多关于他叔叔的生意的知识，并接受了专门的培训，为成为公司合伙人做准备。汉考克努力工作，但他也喜欢扮演富有的贵族，并养成了对昂贵的衣服的喜爱，这一爱好将伴随他终生。
1760至1761年间，汉考克住在英格兰，与客户和供应商建立联系。回到波士顿后，由于他叔叔的身体状况每况愈下，汉考克开始逐渐接管汉考克家族公司，并于1763年1月成为公司的正式合伙人。1762年十月，他加入圣安德鲁共济会，使他与波士顿很多具有影响力的市民建立起联系。1764年八月托马斯去世后，汉考克继承了他的公司和财产，成为北美十三州最富有的人之一。托马斯生前拥有的奴隶继续为汉考克和他的婶婶工作，但最终根据托马斯的遗嘱而获得了自由；没有证据表明约翰·汉考克曾买卖奴隶。

## 日趋紧张的局势
英国虽然在七年战争中取得了胜利，但却因此负债累累。为了开辟新的财源，英国议会开始首次寻求直接向殖民地征税。1764年的《食糖法》标志着新税收政策的正式实施。早在1733年，《糖蜜法》就规定对来自西印度群岛的糖蜜征税，但由于走私活动的猖獗，该法案几乎没有贡献任何收入。在当时，走私活动被视为一种没有受害者的犯罪行为。在殖民地，走私不但不是什么社会污点，而且在以贸易为主要财富来源的港口城市，还得到了社会的大力支持，走私者甚至有可能因此而免于被逮捕。为了隐藏他们的非法货物的来源、运输路线和其他具体信息，殖民地商人发展了一套独特的逃避方法，包括经常使用欺骗性的文书，使货物看起来合法、经过当局授权。令英国当局非常沮丧的是，当货物被没收时，当地商人往往能够利用地方法院对他们的同情，收回被没收的货物，并使得案件被驳回。例如，曾担任新英格兰海关负责人的爱德华·伦道夫（Edward Randolph）从1680年到1682年底对36起没收案件进行了审判，其中只有两起被判定为有罪。
《食糖法》在波士顿引起了公愤，当地人普遍认为它侵犯了殖民地的权利。詹姆斯·奥蒂斯和塞缪尔·亚当斯等人认为，由于殖民地居民在议会中没有代表，所以议会不能对他们征税；只有有殖民地代表参与的议会才能向殖民地征税。汉考克当时并非政治活动家；然而，他批评这项税收仅仅是出于经济需要，而不是根据宪法。

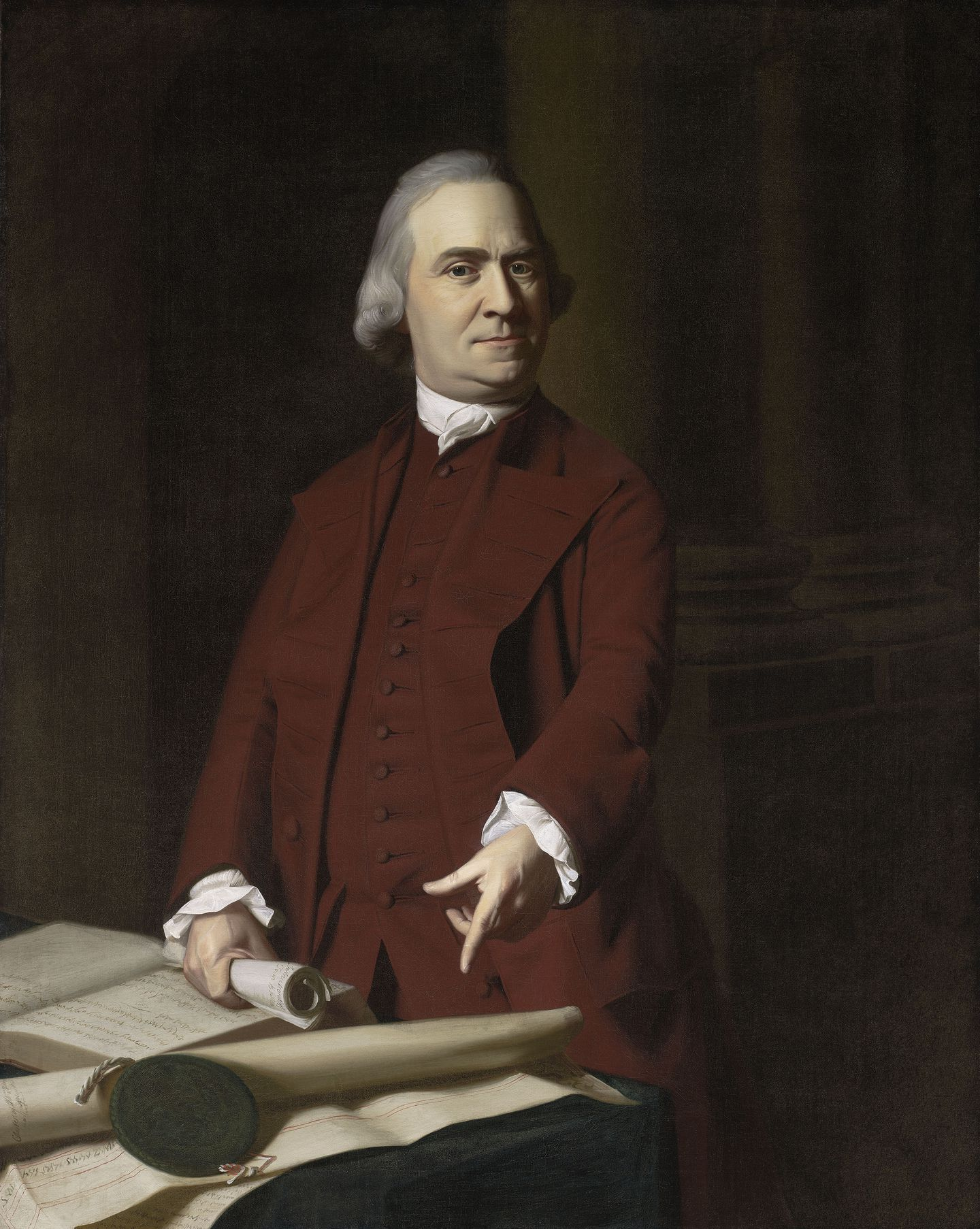
1772年左右，汉考克委托约翰·辛格尔顿·科普利为他早期的政治导师塞缪尔·亚当斯绘制的肖像。

在北美十三州与英国的关系日益紧张时，汉考克逐渐崛起，成为了波士顿的主要政治人物。1765年3月，他被推选为波士顿的五名行政委员之一，此前，他的叔叔担任此职务多年。不久之后，英国议会通过了《印花税法》，该法案规定对殖民地的遗嘱等法律文件征税。这种税在英国已经征收多年，但在殖民地非常不受欢迎，从而引发了骚乱和有组织的抵抗。汉考克最初采取了温和的立场：尽管他认为议会的判断出现了失误，但作为一个忠诚的英国臣民，他还是认为殖民地居民应该服从该法案。然而，几个月后，汉考克改变了看法，但他仍然反对民众对英国官员的暴力和恐吓。汉考克参加了抵制英国商品的活动，表明了对《印花税法》的反对态度，这使他在波士顿广受欢迎。1766年5月，在波士顿人得知《印花税法》即将被废除后，汉考克当选为马萨诸塞众议院议员。
汉考克在政治上的成功得益于塞缪尔·亚当斯的支持。亚当斯当时是众议院的职员，也是波士顿“人民党”的领袖。此党派也被称为“辉格党”，后来又被称为“爱国者”。这两个人差异颇大：亚当斯比汉考克年长15岁，有着一种阴沉的清教徒式的人生观，这与汉考克对奢侈的喜好形成了鲜明对比。后来的虚构故事称亚当斯一手策划了汉考克的政治崛起，这样他的财富就可以用来推动辉格党的进一步发展。历史学家詹姆斯·特鲁斯洛·亚当斯把汉考克描绘成浅薄而虚荣的人，易于被亚当斯操纵。为两人写传记的历史学家威廉·M·福勒则认为这种描述过于夸张，两人之间其实是导师与门生的关系。

## 《汤森法案》引发的危机
《印花税法》被废除后，英国议会希望采取其他方法来增加税收，因此于1767年通过了《汤森法案》，规定对各种进口商品征收新的关税，并成立了北美海关委员会（American Customs Board），以加强海关机构的权力。英国政府认为建立一个更有效的海关体系是必要的，因为许多北美殖民地商人一直在从事走私活动。走私者与英国以外的港口进行贸易并逃避进口税，违反了《航海法案》。议会希望新的体系能减少走私，并为政府创收。
殖民地的商人，即便没有参与走私，也认为新规定对他们造成了压迫。其他殖民者则进行抗议，称新的关税是英国议会未经殖民地同意而向他们征税的又一次尝试。汉考克和其他波士顿人一起呼吁抵制从英国进口的商品，直到《汤森法案》被废除。在执行海关条例时，海关委员会把矛头指向了汉考克—波士顿最富有的辉格党人。他们可能怀疑他参加走私活动，或者可能因为他的政治立场而骚扰他。汉考克拒绝出席有海关官员在场的公共活动，冷落了时任总督弗朗西斯·伯纳德，更加重了当局对他的政治立场的怀疑。
1768年4月9日，两名海关工作人员登上了停泊在波士顿湾的汉考克的双桅帆船“莉迪亚”号。汉考克被传唤，但他发现工作人员们没有协助令，因此不允许他们下甲板。后来，当其中一名工作人员设法进入船舱时，汉考克的人把他推回到甲板上。海关官员想要提出指控，但马萨诸塞湾省检察总长乔纳森·休沃尔裁定汉考克没有违反法律，于是该指控被撤销。后来，汉考克的一些狂热的崇拜者把这一事件称为殖民地反抗英国当局的第一枪，并认为是汉考克引起了美国独立战争。

### “自由”号事件
1768年5月9日晚上，汉考克的单桅帆船“自由”号载着一批马德拉酒抵达波士顿湾。第二天早上，当海关官员检查这艘船时，他们发现船上装载的酒只有载重上限的四分之一。汉考克缴纳了船上的酒的税，但官员怀疑他在晚上偷偷卸下更多的酒，以避免缴纳全部货物的税。然而，他们没有任何证据证明这一点，因为在船上过夜的两名海关工作人员发誓说，船上没有卸下任何东西。

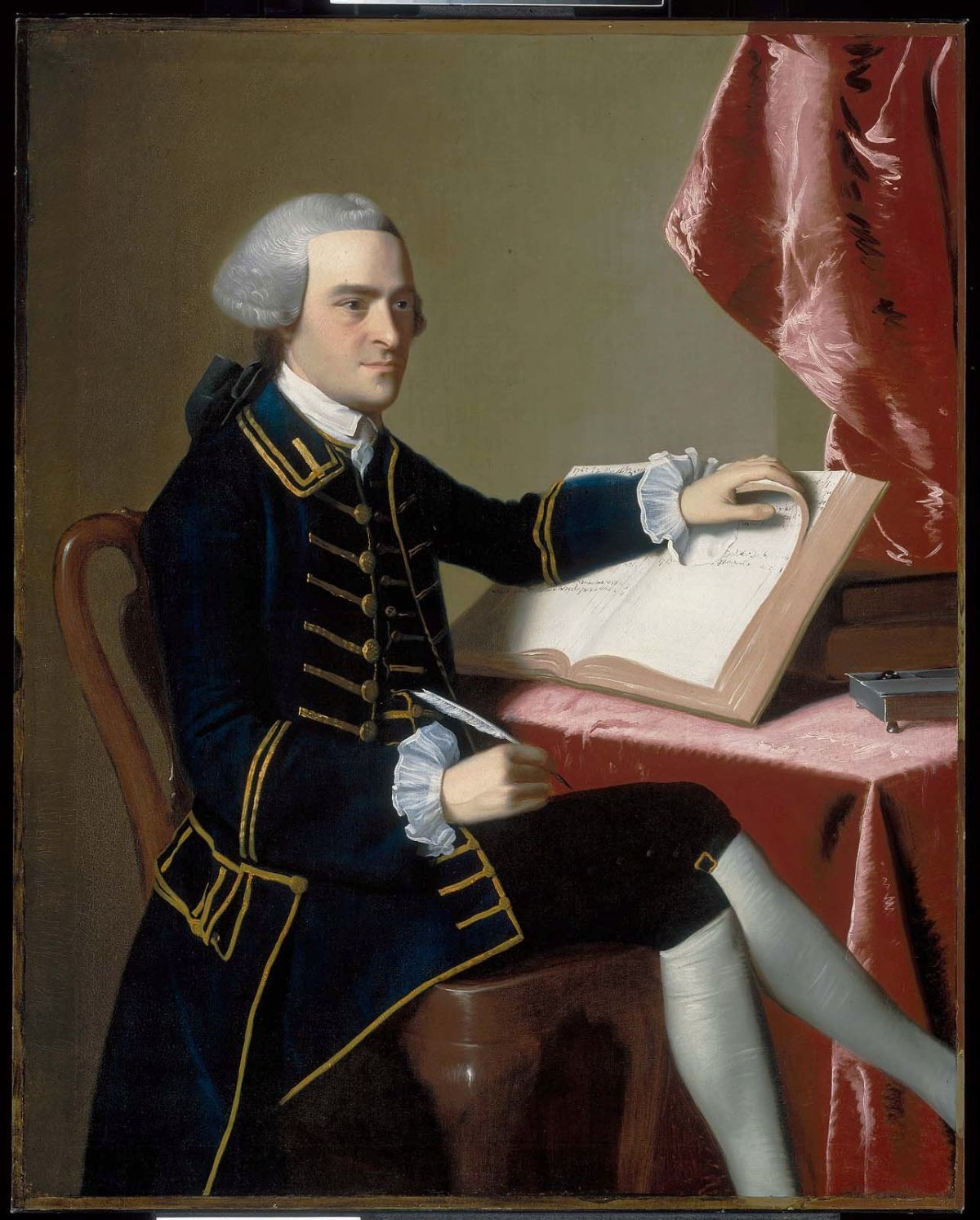
汉考克肖像，由约翰·辛格尔顿·科普利作于约1765年

一个月之后，英国军舰“罗姆尼”号抵达波士顿时，其中一名工作人员改口称，当“自由”号非法卸货时，他被强行扣留在船上。6月10日，海关官员扣押了“自由”号。“罗姆尼”号的舰长强征当地殖民者入伍，这种非法行为已经使得波士顿人满腔怒火。而强行扣押船只也是非法的，因此，当官员们开始把“自由”号拖往“罗姆尼”号时，现场立刻发生了暴乱。前往扣押的水手和水兵被抗议者误认为是要强征他们入伍，使得事态进一步升级。暴乱后，海关官员返回“罗姆尼”号，随后又前往，宣称他们在波士顿城内无法保证自身安全。辉格党坚称海关官员夸大了危险程度，这样英国政府就可以派兵到波士顿。
英国官员针对此事件提起了两起诉讼：对“自由”号的物权诉讼和对汉考克的人身诉讼。这样英国官员以及原告都将获利，因为按照惯例，法庭评估的任何惩罚都将判给总督、控告人和国家，每方分得三分之一。第一起诉讼提起于1768年6月22日，结果是“自由”号在8月被没收。随后海关官员使用这艘船执法，直到第二年它被愤怒的罗德岛殖民者烧毁。
对第二起诉讼的审判于1768年10月开始，汉考克和其他五人被指控未缴纳关税而从“自由”号上卸下100大桶葡萄酒。如果罪名成立，被告将必须缴纳9,000英镑的罚金，相当于葡萄酒价值的三倍。汉考克被副海事法院起诉，审判现场高度公开，没有陪审团，也不总是允许辩方对证人进行交叉询问。约翰·亚当斯担任汉考克的律师。经过了将近五个月的拖延，在没有任何解释的情况下，针对汉考克的诉讼最终被撤销。
虽然指控被撤销，但后来的许多作家仍把汉考克描述成一个走私者，但这种描述的准确性备受质疑。历史学家约翰·W·泰勒（John W. Tyler）在1986年写道：“关于汉考克是否有罪，以及对他的确切指控的问题，至今还在争论不休。”另一位历史学家奥利弗·迪克森（Oliver Dickerson）则认为，汉考克是伯纳德总督和海关官员敲诈勒索的受害者。他认为没有可靠的证据表明汉考克在“自由”号案件中确实有罪，审判的目的是出于政治原因惩罚汉考克，并掠夺他的财产。约翰·亚当斯的法律文件的编辑金温·弗罗斯（Kinvin Wroth）和希勒·佐贝尔（Hiller Zobel）则反对迪克森的解释，他们认为汉考克的清白值得怀疑，英国官员的做法即使不明智，也是合法的。律师和历史学家伯纳德·诺伦伯格（Bernard Knollenberg）得出结论：海关官员有权扣押汉考克的船，但将其拖到“罗姆尼”号上的行为则是非法的。法律史学家约翰·菲利普·里德（John Phillip Reid）则认为，双方的证词在政治上都是片面的，不可能客观地重现事件。
除此之外，汉考克参与走私活动的程度也受到了质疑，在当时的北美十三州，走私活动很可能非常普遍。考虑到走私活动的秘密性，相关的记录很少。如果汉考克确实是走私者，也没有相关文件证明。约翰·W·泰勒对美国独立战争时期波士顿的400多名商人进行了研究，确定了23名走私者，但并没有发现汉考克是其中之一的书面证据。传记作家威廉·M·福勒总结道，虽然汉考克可能参与了一些走私活动，但他的大部分生意都是合法的，他后来的“殖民地走私之王（king of colonial smugglers）”的称号是没有根据的。

## 从大屠杀到倾茶事件

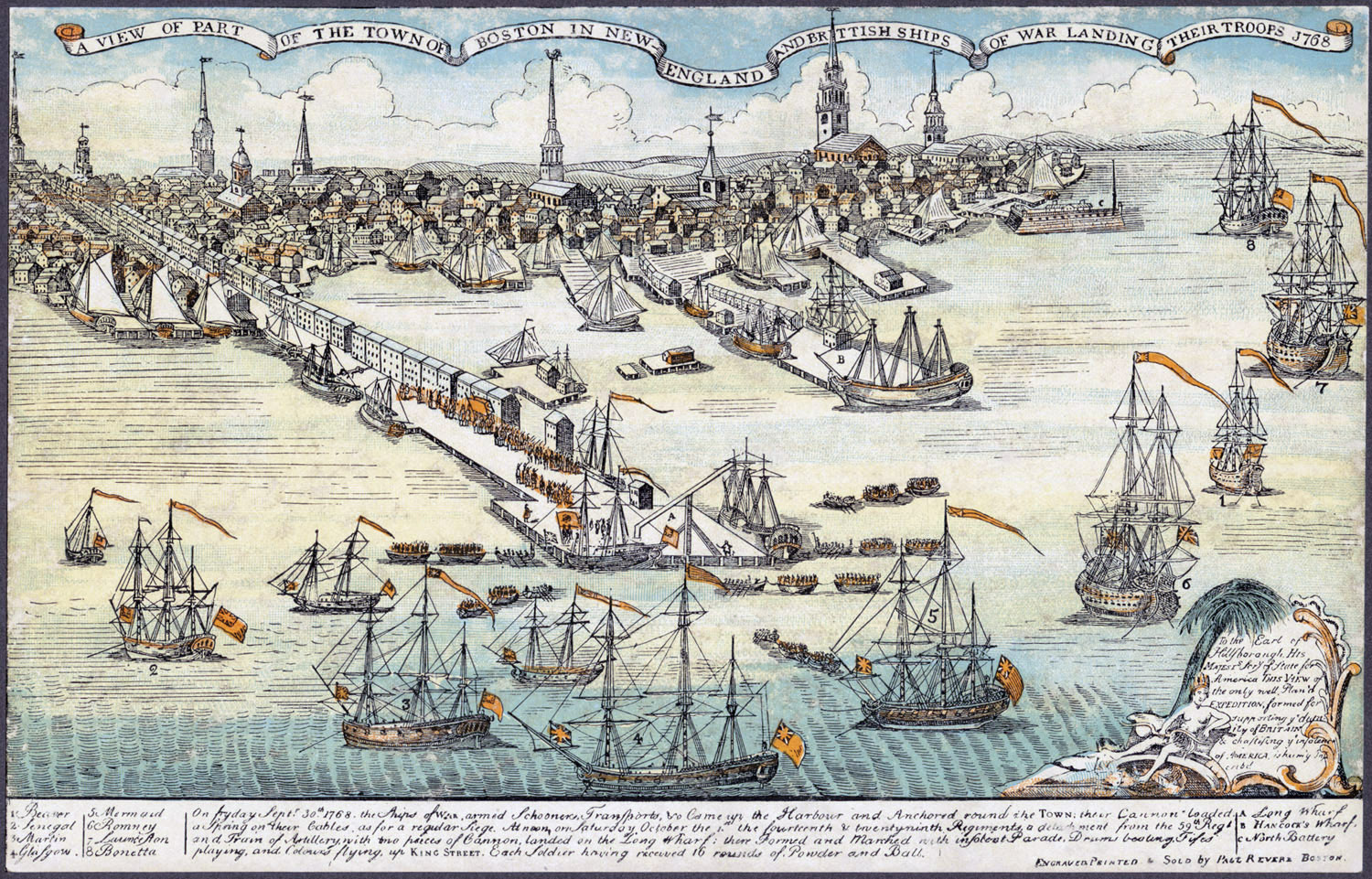
保罗·里维尔1768年雕刻的英军抵达波士顿的版画在殖民地各地多次再版。

“自由”号事件使得英国下定决心武力镇压波士顿的骚乱。塞缪尔·亚当斯的《马萨诸塞通函》被寄往其他的英属美洲殖民地，以希望各殖民地协调抵制《汤森法案》，这大大推动了英国政府做出决定。殖民地政府秘书长希尔斯伯勒勋爵派遣四个团的英军前往波士顿支援英国官员，并指示总督伯纳德，要求马萨诸塞立法机构撤销通函。汉考克和马萨诸塞众议院投票反对这一要求，并起草了一封请愿书，要求伯纳德下台。伯纳德最终于1769年返回英国本土，波士顿人为此大加庆祝。
然而，英国军队没有随之撤离，与当地平民之间的关系也仍然紧张，最终，1770年3月，波士顿大屠杀爆发，5名平民死亡。汉考克并没有卷入这一事件，但后来他领导了一个委员会，要求英军撤离。他在会见伯纳德的继任者托马斯·哈钦森总督和英军指挥官威廉·达尔林浦尔上校时宣称，如果英军不撤离，那么将会有一万名武装殖民者准备进军波士顿。哈钦森知道汉考克在虚张声势，但驻守在城内的士兵处境确实危险，因此达尔林浦尔同意将两个团转移到威廉城堡。因为成功使英军撤退，汉考克被视为英雄，并在同年5月的马萨诸塞众议院选举中成功连任。

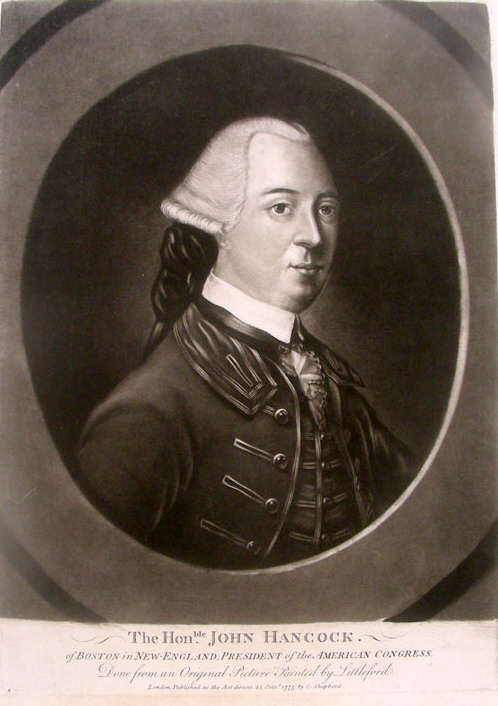
1775年英国出版的汉考克画像

1770年英国议会部分废除《汤森法案》中规定的关税之后，波士顿对英国商品的抵制宣告结束。马萨诸塞的政治局势有所缓和，但紧张依然存在。汉考克试图改善他与哈钦森总督的关系，后者反过来试图说服他远离亚当斯的影响。1772年4月，哈钦森批准汉考克担任波士顿军团上校，该军团是一支民兵部队，主要职责是为总督和常设法院提供仪式性的护送。5月，哈钦森甚至批准汉考克当选为总督委员会委员。当时的总督委员会成员由众议院选举产生，由总督否决。在此前的委员会选举中，汉考克落选，但此时哈钦森允许他继续参选。然而，汉考克拒绝了这一职位，因为他不想让人觉得他受到了总督的拉拢。为了避开波士顿的敌对的人群，哈钦森一直在城外召集立法机关开会；此时，为了让议员们松一口气，他同意立法机关返回波士顿。
哈钦森希望他能赢得汉考克的支持，并败坏亚当斯的名声。在一些人看来，亚当斯和汉考克确实存在分歧：当亚当斯在1772年11月成立波士顿通信委员会主张殖民地权利时，汉考克拒绝加入，给外人留下了辉格党内部分裂的印象。但是，无论他们之间原本的分歧有多大，1773年，当殖民地政治再度陷入重大混乱时，他们二人再次走到了一起。他们共同揭露了哈钦森的私人信件。在这些信件中，总督似乎建议“对所谓的英国式自由进行删减”，以维护殖民地的秩序。马萨诸塞议会指责哈钦森对波士顿的军事占领，要求解除他的总督职务。
1773年英国议会通过的《茶叶法案》带来了更多麻烦。这一年的11月5日，汉考克在波士顿城内主持了一场会议，该会议决定任何支持《茶叶法案》的人都是“北美的敌人”。汉考克和其他人迫使接受茶叶运输的代理人辞职。在三艘运输茶叶的船抵达波士顿湾后，他们试图阻止船只卸货，但没有成功。汉考克出席了12月16日的重大会议，据说，他在会议上对人群说：“让每个人都做自己认为正确的事。”汉考克没有参加当天晚上的波士顿倾茶事件。尽管他保持谨慎态度，没有公开赞扬破坏私人财产的行为，他还是赞成这一行动。
接下来的几个月里，汉考克的健康状况因痛风而大受影响，日后，这种疾病越来越频繁地困扰他。到了1774年3月5日，他的身体已经恢复到可以参加第四次大屠杀日演讲，以纪念波士顿大屠杀。在演讲中，汉考克谴责了英国军队在波士顿的存在。他说，英军被派到波士顿是为了“迫使人们服从议会的法案，这是上帝和人类都没有授权他们去做的。”这篇演讲得以出版并不断重印，提高了汉考克作为爱国者领袖的地位。

## 革命开始

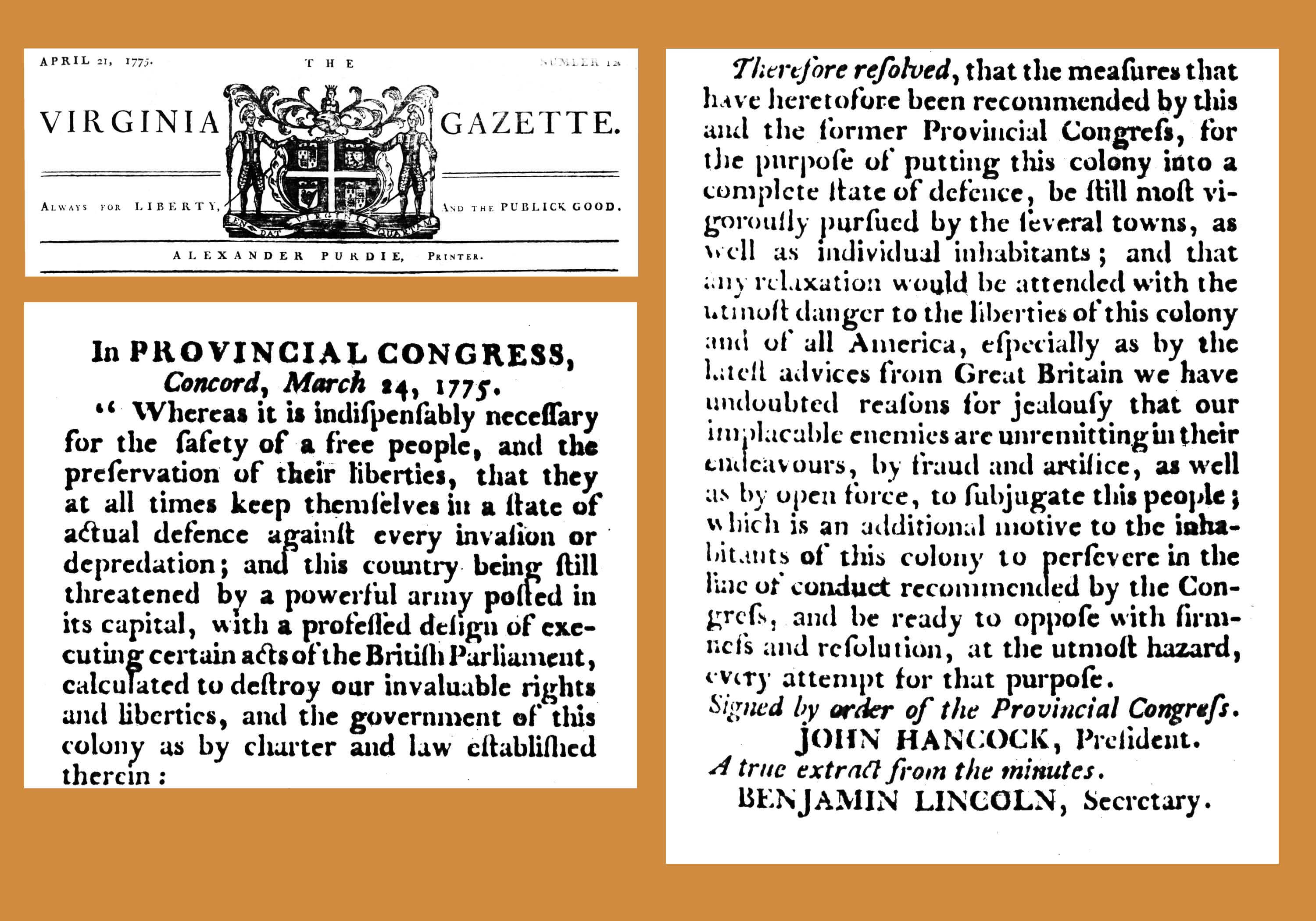
1775年3月24日，由汉考克担任主席的马萨诸塞湾省议会通过一项决议，宣布殖民地进入“完全防御状态”。

倾茶事件发生后，英国议会通过《波士顿港口法案》，作为对该事件的回应。该法案是旨在加强英国对殖民地的控制的所谓“不可容忍法令”之一。1774年5月，托马斯·盖奇将军接替哈钦森出任总督。6月17日，马萨诸塞众议院选出五名代表，参加在费城举行的第一届大陆会议。该会议的目的是协调各殖民地对“不可容忍法令”的回应。可能出于健康原因，也可能是为了在其他爱国者领袖不在的时候继续掌权，汉考克没有在第一届大陆会议上任职。
盖奇很快解除了汉考克的波士顿军团上校职务。1774年10月，盖奇又取消了原定要举行的常设法院会议。作为回应，众议院自行改组为独立于英国控制之外的马萨诸塞湾省议会。汉考克当选为省议会主席，同时在省安全委员会中担任关键职务。安全委员会组建了第一支一分钟人部队，该部队由随时准备行动的民兵组成。

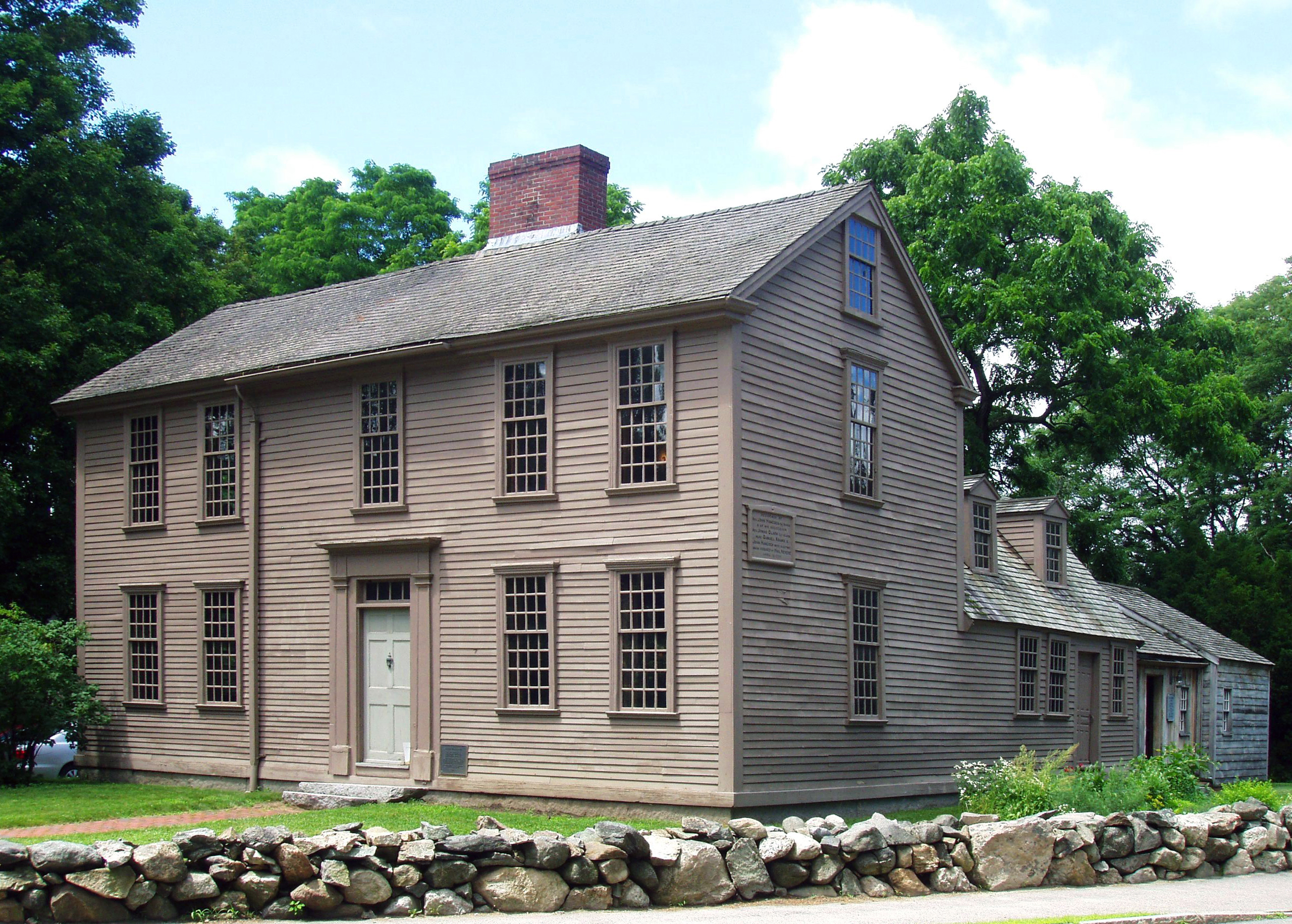
由于担心返回波士顿，独立战争爆发时，汉考克住在列克星敦的汉考克-克拉克之家。它是汉考克的祖父建造的。汉考克小时候住在这里。

1774年12月1日，省议会选举汉考克作为代表参加第二届大陆会议，以取代因病不能参加第一届会议的詹姆斯·鲍登。1775年2月，在汉考克向费城的大陆会议作报告之前，省议会全票选举他作为主席。汉考克的多重角色赋予了他在马萨诸塞的巨大影响力，因此，早在1774年1月，英国官员就考虑逮捕他。1775年4月，汉考克和塞缪尔·亚当斯参加了在康科德举行的省议会，随后，他们认为在前往费城之前返回波士顿不安全，于是他们选择住在汉考克小时候在列克星敦的家里，而没有返回波士顿。
1775年4月14日，盖奇收到达特茅斯伯爵的一封信，信中建议他“逮捕省议会的主要行动者和唆使者，因为无论从哪个方面来看，省议会的议事程序都是叛国和叛乱行为”。4月18日晚，盖奇派出了一支小分队，执行一项任务，从而直接引发了美国独立战争。这支小分队的行动目的是夺取并销毁殖民者储存在康科德的军需品。根据许多历史记载，盖奇还指示手下逮捕汉考克和亚当斯；如果如此，盖奇发出的书面命令并没有提到要逮捕爱国者的领导人。显然，盖奇认为，逮捕汉考克和亚当斯对他没有任何好处，因为其他领导人将会取代他们的位置，而英国人则会被描绘成侵略者。
虽然盖奇决定不逮捕汉考克和亚当斯，爱国者一开始却不这么认为。约瑟夫·沃伦从波士顿派信使保罗·里维尔去警告汉考克和亚当斯，英国军队正在行动，可能试图逮捕他们。午夜时分，里维尔到达列克星敦并发出了警告。当时，汉考克仍然认为自己是一名民兵上校，想和爱国者民兵一起在列克星敦参加战斗，但亚当斯和其他人说服他避免战斗。他们认为，汉考克作为一名政治领袖比作为一名士兵更有价值。汉考克和亚当斯成功逃离后，战争的第一枪在列克星敦和康科德打响。战役结束后不久，盖奇发布公告，赦免所有愿意“放下武器，回归和平国民职责”的人，但汉考克和塞缪尔·亚当斯除外。这份公告非但没有让他们归顺英国，反而增加了他们二人在爱国者中的声望。

## 大陆会议主席

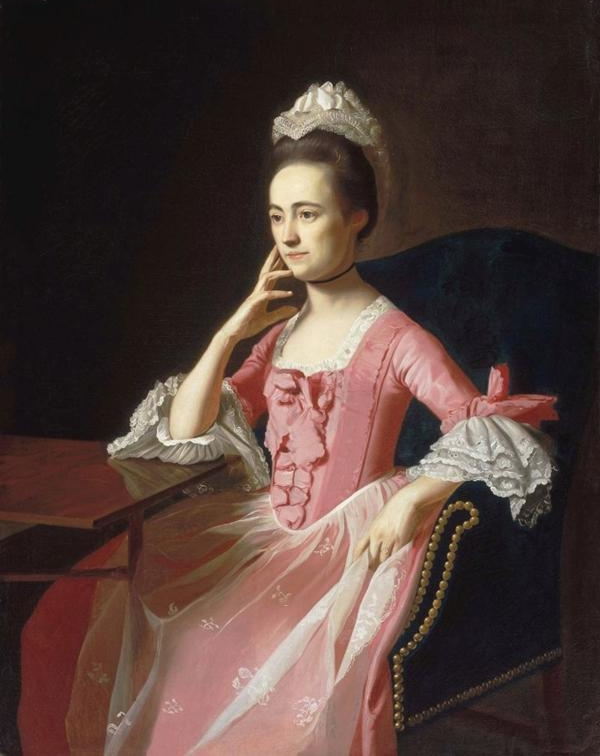
多萝西·昆西肖像，由约翰·辛格尔顿·科普利作于约1772年

战争进行时，汉考克和其他马萨诸塞的代表一起前往费城参加大陆会议。1775年5月24日，在亨利·米德尔顿拒绝提名后，汉考克被与会代表一致推选为大陆会议主席，以接替佩顿·伦道夫。以下几个原因使得汉考克成为主席的优秀人选。首先，他经常主持马萨诸塞的立法机构和镇民会议，政治经验丰富。其次，他的财富和社会地位使得温和派代表更有信心，而他与波士顿激进派的联系也让其他激进派接受了他。由于主席的职责还没有完全确定，也不清楚伦道夫是辞职了还是在休假，因此，此时他的立场尚不明朗。和其他的大陆会议主席一样，汉考克的权力大多限于主持会议。他还必须处理大量的官方信件，在这一过程中，他发现有必要自费聘请书记员来帮助处理文书工作。
1775年6月15日，在大陆会议上，马萨诸塞代表约翰·亚当斯提名乔治·华盛顿为军队总司令，当时，该部队正在波士顿周围集结。战争结束多年后，1801年，亚当斯写道，汉考克对自己没有获得指挥权感到非常失望。这段简短的评论是能够证明汉考克寻求成为总司令的唯一来源，经常被引用。20世纪初，历史学家詹姆斯·特鲁斯洛·亚当斯写道，这一事件引发了汉考克和华盛顿之间终生的隔阂，但是，后来的一些历史学家对这一事件或隔阂是否曾发生则表示怀疑。根据历史学家唐纳德·普洛克特（Donald Proctor）的说法，“当代没有证据表明汉考克有想成为总司令的想法。恰恰相反，他毫无野心。”汉考克和华盛顿在所谓的“事件”后继续保持了良好的关系，1778年，汉考克给他唯一的儿子取名为约翰·乔治·华盛顿·汉考克。尽管华盛顿礼貌地拒绝了汉考克的请求，汉考克仍然赞赏并支持华盛顿。
大陆会议于1775年8月1日宣布暂时休会。汉考克抓住这个机会，迎娶了他的未婚妻多萝西·昆西。这对夫妇于8月28日在康涅狄格的费尔菲尔德结婚。他们有两个孩子，都没能活到成年。他们的女儿莉迪亚·亨奇曼·汉考克出生于1776年，10个月后去世；儿子约翰出生于1778年，在1787年因滑冰时头部受伤而去世。
在担任大陆会议主席期间，汉考克卷入了与哈佛之间的长期争议。自1773年以来，他一直担任学院的财务主管，负责管理学院的财务记录以及大约1.5万英镑的现金和证券。在独立战争爆发时，由于事态紧急，汉考克无法在前往大陆会议之前把钱和账目还给哈佛学院。1777年，由汉考克在波士顿的主要政治和社会对手詹姆斯·鲍登领导的哈佛委员会派人到费城取回这笔钱和记录。汉考克被激怒了，但他还是向学院上交了16,000多英镑以及一部分记录。当哈佛免除汉考克的财务主管职务时，他的自尊心大大受损。多年来，尽管鲍登和其他政治对手持续对他施压，他仍拒绝结算账户或支付他所持有的资金的利息。直到汉考克死后，这个问题才通过从他的遗产中拨给学院1,000多英镑而得以解决。
汉考克任职期间，经历了独立战争中最黑暗的时刻。1776年，英国人把华盛顿从纽约和新泽西赶走，迫使大陆会议逃往巴尔的摩。1777年3月，汉考克和大陆会议回到费城，但6个月后，英国占领费城，汉考克和大陆会议被迫再度逃亡。汉考克给殖民地的官员写了无数封信，为华盛顿的军队筹集资金、补给和兵员。他担任海军委员会（Marine Committee）主席，帮助建立了一支小型护卫舰舰队，其中包括以他的名字命名的“汉考克”号。

### 签署《独立宣言》
《独立宣言》通过并签署时，汉考克任大陆会议主席。美国人之所以记住他，主要是因为他在《独立宣言》上大而华丽的签名，以至于在美国，“约翰·汉考克”成为了“签名”的非正式的同义词。据说，汉考克的签名大而清晰，这样英王乔治三世不戴眼镜也能读懂，但这则故事是虚构的，在《独立宣言》签署后很多年才出现。
与流行的说法相反，1776年7月4日并没有正式签署《独立宣言》。那一天，大陆会议批准了文本内容，随后，修订本就被送往印刷厂进行印刷。汉考克可能签署了一份交给印刷商约翰·邓拉普的文件，但由于文件已经丢失（可能在印刷过程中被毁），因此无法判断此事件的真实性。邓拉普印制了《独立宣言》的第一个发行版本。在当时的所有大陆会议代表中，只有汉考克的名字出现在了这一版上。尽管其上还有大陆会议秘书查尔斯·汤姆森的名字，但他不是作为代表，而是以“证明人”的身份签署的，这也暗示着汉考克已经在修订本上署了名。汉考克给华盛顿寄去了一份《独立宣言》，要求他以“他认为最合适的方式”读给士兵们听。

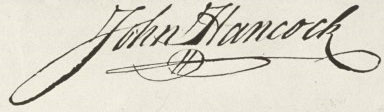
《独立宣言》上汉考克的签名

在这份印刷版《独立宣言》上，汉考克的名字是被印刷上去的，而非手写；他标志性的签名，则出现在另一份文件上。这份文件于1776年7月19日手写，并在8月2日由汉考克及全体与会代表共同签署。今天，这份文件在美国华盛顿特区的国家档案馆展出。

## 返回马萨诸塞州

在约翰·特朗布尔的著名画作《独立宣言》中，汉考克作为主席坐在右边。

1777年10月，在大陆会议任职两年多之后，汉考克请求休假。他要求华盛顿安排军队护送他返回波士顿。尽管华盛顿人手不足，但他还是派了15名骑兵护送汉考克回家。此时，汉考克已与塞缪尔·亚当斯疏远，因为亚当斯认为汉考克虚荣心重、铺张浪费，不适合作为共和派领袖。当大陆会议投票感谢汉考克为国家做出的贡献时，亚当斯和其他马萨诸塞州代表投票反对这项决议，其他州的一些代表也投了反对票。
回到波士顿后，汉考克再次当选众议员。和前几年一样，他的慈善事业使他广受欢迎。尽管由于战争，他的经济状况严重恶化，但他仍向穷人捐款，帮助扶养寡妇和孤儿，并借钱给朋友。传记作家威廉·福勒说：“约翰·汉考克是一个慷慨的人，人们因此爱戴他。他是人民的偶像。”1777年12月，他再次当选为大陆会议代表，并主持波士顿市会议。
1778年6月，汉考克重返大陆会议，但这段短暂的经历并不愉快。在他缺席期间，大陆会议选举了亨利·劳伦斯为新主席，这令汉考克颇为不满，希望重新获得会议主席的职位。他和塞缪尔·亚当斯相处得很不好，同时想念妻子和刚出生的儿子。1778年7月9日，汉考克和马萨诸塞州的其他代表与其他七个州的代表一起签署了《邦联条例》，但其他州还没有准备签署，直至1781年，条例才被批准。
1778年7月，汉考克返回波士顿，以投入作战。早在1776年，汉考克就被任命为马萨诸塞民兵的主要将领。1778年8月，由于法国舰队前来援助美军，华盛顿命令约翰·沙利文将军率领军队进攻罗德岛纽波特的英国驻军。在这场战役中，汉考克名义上指挥6,000名民兵，并让职业士兵制定计划、发布命令。然而，美法联军却遭遇惨败，法国海军上将德斯坦放弃了这次行动，之后汉考克的民兵也大多离开了沙利文的大陆军。由于这次失败，汉考克受到了一些批评，但在短暂的军旅生涯中，他的声誉丝毫未减。
经过漫长的拖延后，《马萨诸塞州宪法》于1780年10月生效。不出当时人所料，汉考克以超过90%的压倒性优势，成功当选为马萨诸塞州州长。由于正式的政党政治体系尚未形成，这场选战实际上是个人性格、人气和爱国主义的较量。汉考克由于对独立战争的巨大贡献和领导第二届大陆会议而深受欢迎，同时，他的爱国精神也无可指摘。而他的政治对手鲍登则被汉考克的支持者指控“不爱国”，理由包括拒绝参加第一届大陆会议（原因是他的健康状况不佳）。鲍登的支持者主要是马萨诸塞州沿海地区富裕的商业利益集团，他们把汉考克描绘成刻意迎合群众的煽动者。同年，汉考克成为美国文理科学院的创始成员。
从独立战争到战后的经济困难时期，汉考克一直担任马萨诸塞州州长一职，并多次以巨大优势连任。他采取不干涉的治理模式，尽可能避免争议性的问题。根据威廉·福勒的说法，汉考克“从未真正领导过”，也“从未用他的力量处理马萨诸塞面临的关键问题”。1785年1月29日，汉考克突然辞去州长职务，他解释称是由于他自己每况愈下的健康状况，但他可能意识到了农村地区日益加剧的动荡，希望在骚乱发生前下台。
汉考克的批评者有时认为，他声称生病，以避免面临政治困境。历史学家詹姆斯·特鲁斯洛·亚当斯写道，汉考克的“两大主要资源是他的钱和痛风，前者用来赢得声望，后者用来防止失去声望。”汉考克所极力避免的骚乱，最终演变成谢司起义，而汉考克的继任者鲍登则不得不应对。起义被平定后，汉考克在1787年再次当选为州长，刚上任就立即赦免了所有参加起义的人。第二年，三名自由黑人在波士顿被绑架，随后被运往法属马提尼克岛做奴隶，引起了一场争议。汉考克代表这三名黑人给马提尼克岛总督写信。最终，三人重获自由，并返回马萨诸塞州。汉考克继续连任州长，直到逝世。

## 晚年生活

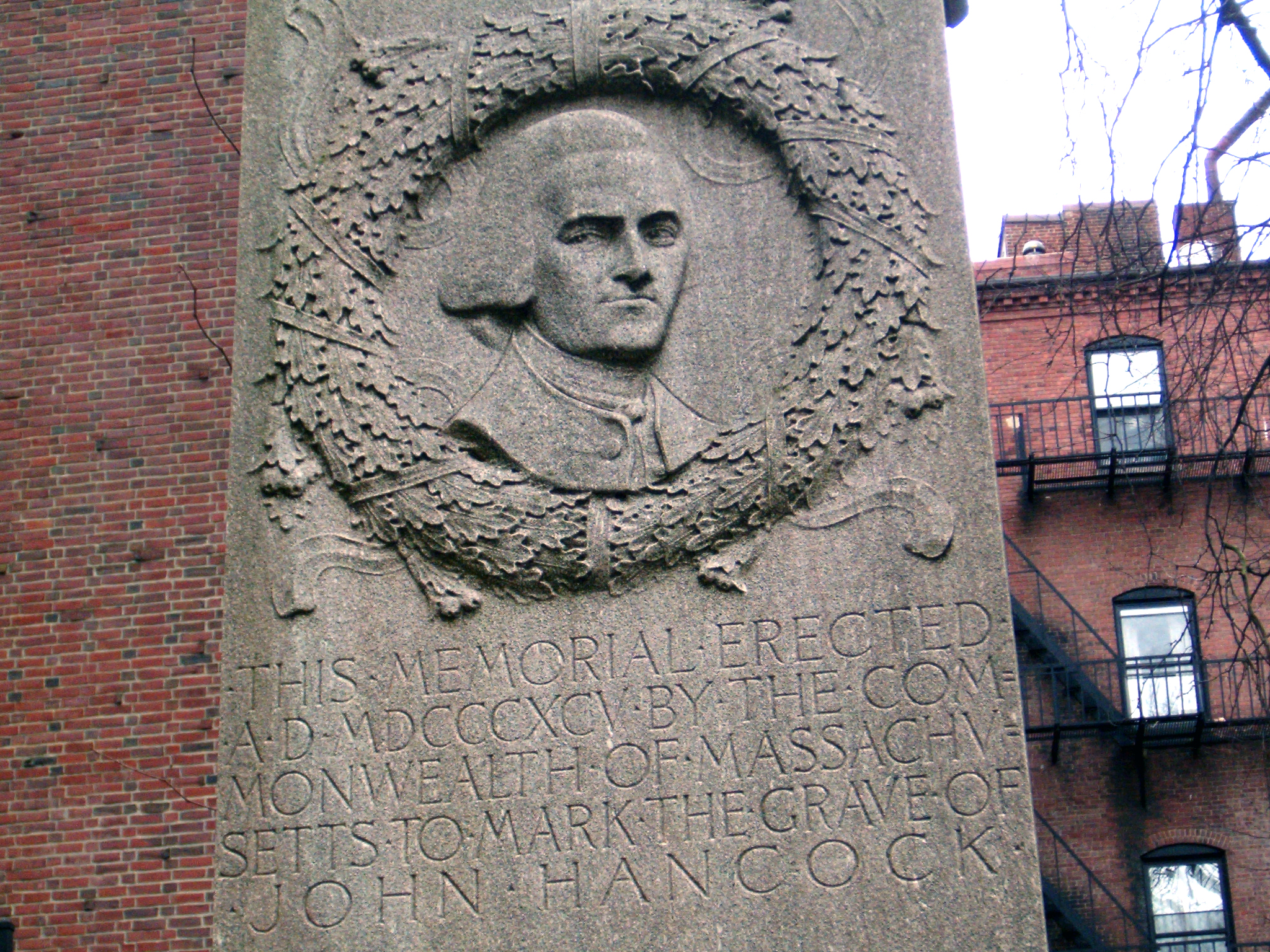
波士顿谷仓墓地的汉考克纪念碑，建于1896年。

1785年，汉考克辞去州长一职，同时再次当选为邦联议会（1781年《邦联条例》通过后由大陆会议改制而来）代表。独立战争之后，议会的重要性有所下降，经常被各州忽视。汉考克于1785年11月23日被选为议会主席，但由于健康状况不佳，他自己对此也不感兴趣，所以从未参加议会。1786年6月，他向议会递交了辞职信。
为了弥补《邦联条例》的缺陷，代表们先是在1786年参加安纳波利斯会议，然后在1787年参加费城会议，以起草《美国宪法》，随后宪法条文被送到各州，进行批准或否决。汉考克没有出席费城会议，他对宪法缺乏权利法案以及将权力转移到中央政府感到担忧。1788年1月，汉考克被选为马萨诸塞州宪法批准大会的主席。大会开始时，由于生病，他没有出席。在争议不断的辩论中，汉考克大多保持沉默，但在大会即将结束时，他发表了支持批准宪法的讲话。塞缪尔·亚当斯多年来第一次支持汉考克的立场。即使有汉考克和亚当斯的大力支持，大会还是仅以187票对168票的微弱优势，勉强通过了宪法。汉考克的支持可能是宪法得以批准的决定性因素。
在1789年的美国总统选举中，汉考克被推举为候选人。在那个政治野心被普遍怀疑的时代，汉考克没有参加竞选活动，甚至没有公开表示对总统职位感兴趣，相反，他间接地表达了自己的愿望。和其他人一样，汉考克知道华盛顿将被选为第一任总统。尽管他的健康状况不佳，但汉考克仍可能对担任副总统感兴趣。汉考克在选举中只获得了四张选举人票，其中没有一张来自他的家乡州—马萨诸塞州：当地的选举人都把票投给了约翰·亚当斯，他获得了第二多的选举人票，因此成为了副总统。尽管汉考克对自己在选举中的表现感到失望，但他在马萨诸塞仍然很受欢迎。
由于健康状况持续恶化，汉考克在他生命的最后几年里，基本上只是一个有名无实的州长。1793年10月8日，汉考克逝世，享年56岁。根据代理州长塞缪尔·亚当斯的命令，汉考克的下葬日被定为州定假日；这场奢华的葬礼可能是当时为美国人举办的最盛大的葬礼。

## 身后与纪念

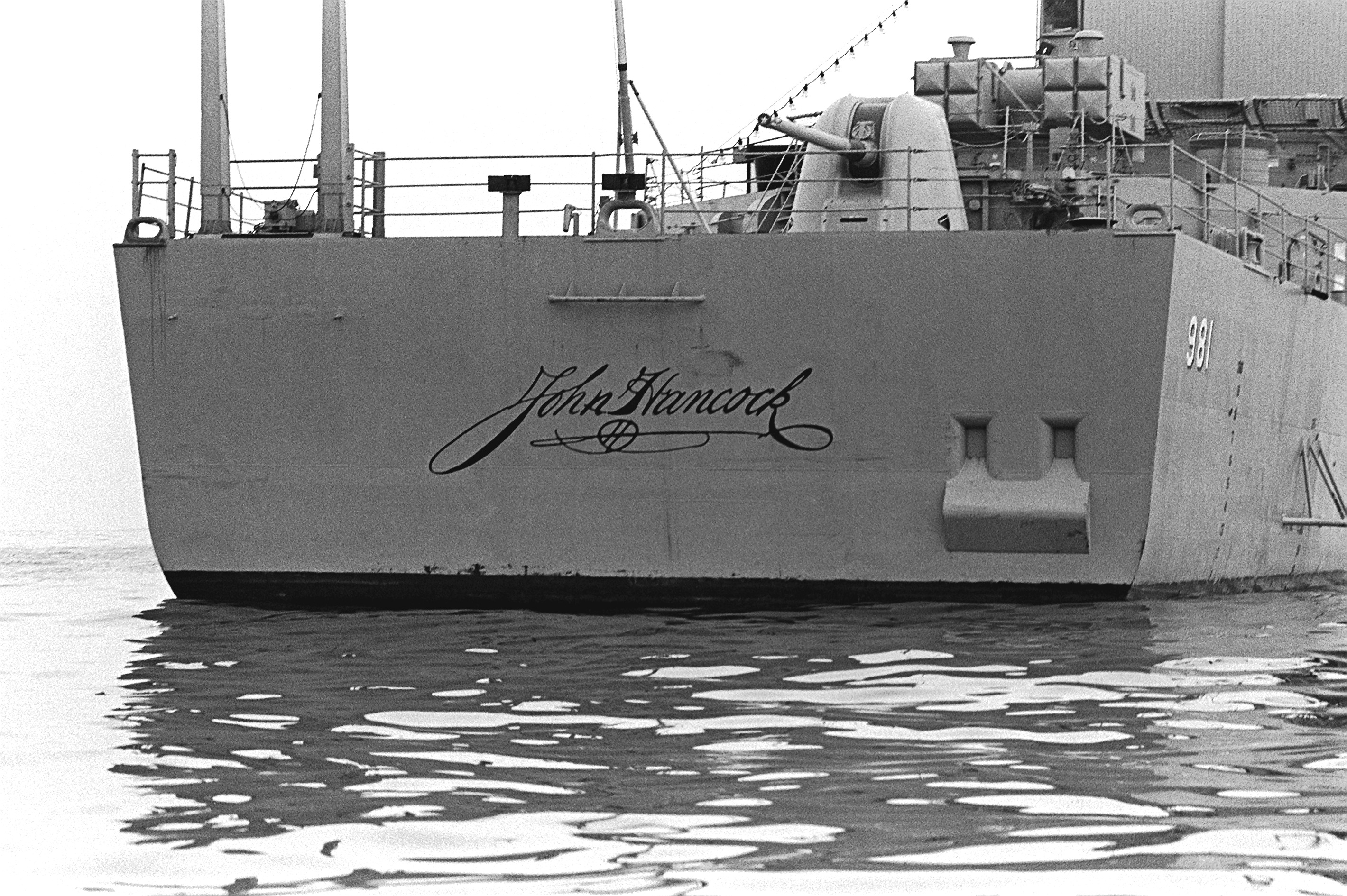
“约翰·汉考克”号驱逐舰舰尾上著名的汉考克签名

尽管汉考克的葬礼规模宏大，在他去世之后，他很快就淡出了大众的记忆。根据历史学家阿尔弗雷德·F·杨的说法，“独立战争以后的半个世纪里，波士顿只纪念了一位英雄：乔治·华盛顿。”早在1809年，约翰·亚当斯就曾哀叹道，汉考克和塞缪尔·亚当斯“几乎被遗忘”。在当时的波士顿，几乎没有人致力于保护与汉考克相关的历史遗产。由于波士顿市政府和马萨诸塞州议会一致决定不再进行维护，汉考克在灯塔山的房子在1863年被拆除。根据杨的说法，马萨诸塞保守的“新精英”“对一个承诺把自己的财产奉献给革命事业的富人感到不舒服”。1876年，随着美国独立一百周年的到来，人们重新燃起了对独立战争的兴趣，在波士顿，一座座纪念汉考克的牌匾被竖起。1896年，人们在谷仓墓地的汉考克墓前竖起了一座纪念碑。
直到20世纪，汉考克的长篇传记才问世。为汉考克撰写传记的作家面临的一个挑战是，与托马斯·杰斐逊和约翰·亚当斯等著名开国元勋相比，汉考克留给历史学家用来解读他一生的个人作品相对较少。因此，对汉考克的大多数描述都依赖于他的政治对手的大量著作，其中充斥着对他的严厉批评。根据历史学家查尔斯·阿克斯（Charles Akers）所说，“马萨诸塞州历史编纂的主要受害者是约翰·汉考克。他是这个州悠久历史上最具天赋、最受欢迎的政治家。然而，很不幸的是，后人对他的认识几乎完全是通过诋毁他的托利党和辉格党得来的。”
20世纪最具影响力的汉考克批评者是历史学家詹姆斯·特鲁斯洛·亚当斯，他在20世纪30年代的《哈珀杂志》（Harper's Magazine）和《美国传记词典》（The Dictionary of American Biography）中对汉考克进行了负面描述。亚当斯认为，汉考克是一位“公正的首席官员”，但“没有非凡的能力”，他之所以闻名于世，只是因为他继承了大笔财富。几十年后，历史学家唐纳德·普洛克特认为，亚当斯没有做任何认真的研究，不加批判地重复了汉考克政治对手的负面观点。他认为亚当斯的著作“呈现了一系列轻蔑的事件和轶事，有时有部分记录，有时根本没有记录，总之给人留下了对汉考克的恶劣印象。”根据普洛克特的说法，亚当斯显然把自己对20世纪20年代商人的不满投射到汉考克身上，因此歪曲了汉考克政治生涯中的几个关键事件。在20世纪70年代，普洛克特和阿克斯呼吁学者们根据汉考克的功绩来评价他，而不是依赖他的批评者的观点。从那时起，历史学家们虽然承认汉考克不是一个非常优秀的作家、政治理论家或军事领袖，但对他的描述通常更为有利。
美国的许多地方和事物都以汉考克的名字命名。美国海军曾经有过“汉考克”号和“约翰·汉考克”号军舰，一艘二战时期的自由轮也以他的名字命名。美国有十个州下辖名为漢考克縣的县份，除此之外，马萨诸塞、密歇根、新罕布什尔、纽约等州也有以他的名字命名的地名。1862年在波士顿成立的约翰·汉考克金融公司和已经不复存在的约翰·汉考克大学也都以他的名字命名。约翰·汉考克金融公司又以这个名字命名波士顿的约翰·汉考克大厦和芝加哥的約翰·漢考克中心。

## 延伸阅读
- Baxter, William T. The House of Hancock: Business in Boston, 1724–1775. 1945. Reprint, New York: Russell & Russell, 1965. Deals primarily with Thomas Hancock's business career.
- Brandes, Paul D. John Hancock’s Life and Speeches: A Personalized Vision of the American Revolution, 1763–1793. Lanham, Maryland: Scarecrow Press, 1996. ISBN 0-8108-3076-0. Contains the full text of many speeches.
- Brown, Abram E. John Hancock, His Book. Boston, 1898. Mostly extracts from Hancock's letters.
- Sears, Lorenzo. John Hancock, The Picturesque Patriot. 1912. The first full biography of Hancock.
- Wolkins, George G. . Proceedings of the Massachusetts Historical Society. March 1922, 55: 239–84. JSTOR 25080130. Reprints the primary documents.